# 乐高漫威超级英雄
《乐高 漫威超级英雄》（又译作）是一款由TT Games工作室開發並將由華納兄弟互動娛樂發售在全平台上的樂高題材和美國漫畫超級英雄動作冒險電子遊戲。本作以樂高化漫威漫畫旗下的各路超級英雄為主要賣點。
本作于2013年1月正式公布，现世代平台版本于2013年10月22日起陆续在全球发售，而PS4以及Xbox One的版本将会随两台新主机作为首发游戏同步发售。
《乐高漫威超级英雄》也推出了针对掌机平台制作的《乐高漫威超级英雄 宇宙危亡》。掌机版本在故事上大体继承了家用机的元素，不过不同于家用机的开放式游戏设定，掌机版本采用了更传统的关卡式设定；此外掌机版本在游戏时通常使用了45度的固定游戏视角。
《乐高漫威超级英雄2》於2017年11月14日推出。

## 劇情
故事的開始，銀色衝浪手在宇宙中尋找行星供他的主人行星吞噬者食用時，被末日博士俘虜，他的衝浪板被粉碎成多個“宇宙磚塊”。在另一邊，被囚禁的洛基警告末日博士銀河王即將抵達地球，因此末日博士打算用這些磚塊建造他的“末日死光”，這將使他們能夠擊敗銀河王，然後接管世界。與此同時，為免宇宙磚塊落入末日博士手上，神盾局指揮官尼克·福瑞召集各漫威超級英雄在磚塊落入壞人之手之前取回它們。
很快，沙人和惡煞被末日博士僱傭去取回一塊磚塊，他們將大中央總站的市民扣為人質，但被鋼鐵人、浩克和蜘蛛人擊敗。而這塊磚頭則放在巴克斯特大樓，交由驚奇4超人管理，但八爪博士偷走了它，迫使驚奇先生和美國隊長追捕他。當戰鬥通過號角日報時，蜘蛛人加入戰鬥，最後他們在時代廣場擊敗了八爪博士，但他將磚塊扔給了綠惡魔。因此黑寡婦、鷹眼和蜘蛛俠被派遣去取回它，三人潛入奧氏企業大樓，但中了綠惡魔的陷阱，被迫與猛毒戰鬥，雖然最後三人擊敗了他，但還是讓綠惡魔逃走了。
之後，鋼鐵人和浩克收到指令前往監獄The Raft阻止暴動，而這場暴動則是由萬磁王、魔形女和劍齒虎精心策劃的，以放出洛基和其他反派。在金鋼狼的幫助下，他們擊敗了逃跑的囚犯和劍齒虎，但萬磁王摧毀了鋼鐵人的盔甲，並與妖后和洛基一起逃跑了。之後，美國隊長和東尼·史塔克前往史塔克大樓，以便後者得到他新的盔甲，卻遇到了駭入賈維斯的洛基、滿大人和奧德奇·齊禮安，並打算利用其來反攻擊英雄們。之後他們重啟賈維斯使其恢復正常後，他們擊敗了滿大人和齊禮安，但洛基帶著史塔克的一個實驗性電弧反應堆逃脫了。
之後，神盾局追踪到反應堆的訊號在帝國大廈下方的一個九頭蛇基地，因而派遣黑寡婦和鷹眼前往調查，而金鋼狼則早就攻了進去，霹靂火也在中途加入，之後他們發現紅骷髏和阿尼姆·佐拉正在建造一個由被盜反應堆提供動力的傳送門發電機，洛基用來前往阿斯加德。霹靂火、美國隊長和金鋼狼前來幫助擊敗紅骷髏，但在此過程中無意破壞了傳送門。之後在索爾的幫助下成功追捕到洛基，但四人發現他在冰霜巨人的幫助下入侵了阿斯加，並偷走了宇宙魔方。之後，洛基釋放了毀滅者來對抗英雄，但他們擊敗了它並取回了宇宙魔方，而洛基也逃走了。
狼人偷偷地將宇宙魔方帶到X-Mansion讓X教授分析它，但末日博士派變種人兄弟會去取回它。之後，獨眼龍、琴葛雷和暴風女合力擊敗了癩蛤蟆，之後協助冰人擊敗火狂，最後在野獸加入戰鬥後擊敗紅坦克，但也未能阻止萬磁王和魔形女偷走宇宙魔方。之後，神盾局追踪到拉脫維亞，福瑞和驚奇4超人襲擊了末日城堡，擊敗了綠惡魔並營救了銀色衝浪手，但末日博士和洛基還是逃脫了。
之後，鋼鐵人、索爾和蜘蛛人潛入了超智機構的潛艇，也就是末日博士的藏身處，他只好派出魔多客來對抗英雄們，但潛艇在他們擊敗魔多客後受到損毀，幸好靈鳥前來帶走三人，並成功捕獲末日博士。然而，萬磁王用他能操控金屬的能力控制了自由女神像並用它來拯救末日博士。儘管驚奇先生、金鋼狼和浩克在擊敗控心大師後試圖阻止他，但萬磁王還是將雕像帶到了一個充滿來自野蠻土地的恐龍的島嶼，然後他使用從Roxxon工廠偷來的核芯為他的空間站小行星M提供動力。神盾局只好派出美國隊長和石頭人追逐萬磁王，暴風女也在中途加入，三人合力擊敗了犀牛人和偽裝成萬磁王的魔形女，但也未能阻止空間站的發射。
之後，鋼鐵人、索爾和蜘蛛人一同登上小行星M並擊敗萬磁王，然後與已完成建造末日死光的末日博士和洛基對峙，洛基控制末日博士發起攻擊並使鋼鐵人和索爾失去行動能力，幸好美國隊長、石頭人和暴風女及時趕到幫助蜘蛛人擊敗他。然而，洛基透露他已經操縱末日博士建造了一個由宇宙魔方提供動力的飛行艙，這將使他能夠控制行星吞噬者並摧毀地球和阿斯加德。銀河王到達地球後，洛基精神控制他摧毀小行星M，幸好船上的每個人都倖存了下來。
為了阻止洛基和行星吞噬者，英雄和反派組成了一個不安的聯盟，並設法打開了一個通往未知空間區域的傳送門，並讓兩人進入它，最後浩克和索爾用合體技Hulk Thor Smash把二人打進傳送門，並破壞了洛基用來控制行星吞噬者的飛行艙。費取回了宇宙魔方，而英雄們打算把反派們一網打盡，但因為福瑞和他們有協議，所以最後決定給他們30秒時間離開，而隨著衝浪板的修復，銀色衝浪手也恢復了他的力量並離開了地球，並承諾將帶領行星吞噬者遠離地球。
在片尾片段中，福瑞負責監督自由女神像的修復工作，而星際異攻隊也終於到達，他們早前也被召喚來幫助對抗行星吞噬者，但他們來得太晚了，但星爵告訴福瑞這不是他們來的原因，而是因為還有別的東西威脅著地球（指的是征服者康)。後來，在與施工人員共進午餐時，福瑞遇到了正在尋找他的貓--蒂德爾斯先生的黑豹，他也告訴福瑞瓦干達的人民很感激他。

### 登场人物

《樂高漫威超級英雄》首张宣传图

游戏首批公布了12名漫威漫画旗下的各路漫画超级英雄，不过游戏将收录超过100名乐高化的超级英雄角色。作为一款体现漫威世界观的游戏，其著名漫画家史丹·李也被证实将成为一名客串在游戏中的角色。
正派角色
- 鋼鐵人

- 鋼鐵人（馬克1號裝甲）
- 鋼鐵人（英雄世代裝甲）
- 鋼鐵人（馬克6號裝甲）
- 鋼鐵人（馬克7號裝甲）
- 鋼鐵人（馬克42號裝甲）
- 鋼鐵人（碎心者裝甲）
- 鋼鐵人（反浩克裝甲）
- 東尼·史塔克
- 東尼·史塔克（內衣）

- 綠巨人浩克

- 布魯斯·班納

- 蜘蛛人

- 彼得·帕克
- 蜘蛛人（F.F.）
- 蜘蛛人（終極）
- 蜘蛛人（共生體）

- 美國隊長

- 美國隊長（經典）

- 神奇先生

- 神奇先生（F.F.）

- 鷹眼

- 鷹眼（經典）

- 黑寡婦
- 金鋼狼

- 金鋼狼（頭套）

- 霹靂火
- 雷神索爾

- 雷神索爾（經典）

- 獨眼龍

- 獨眼龍（Astonishing）

- 琴·葛雷

- 火鳳凰
- 黑暗火鳳凰

- 暴風女
- 野獸
- 冰人
- 隱形女俠

- 隱形女俠（F.F.）

- 石頭人

- 石頭人（F.F.）

- 尼克·福瑞
- 瑪莉亞·希爾
- 菲爾·考森
- 蟻人
- 天使
- 黑蝠王
- 黑貓
- 黑豹
- 刀鋒戰士
- 英國隊長
- 鋼人
- 夜魔俠
- 死侍
- 奇異博士
- 德克斯
- 艾瑪·佛斯特
- 金牌手
- 葛摩菈
- 惡靈戰警
- 格魯特
- 法官
- 海姆達爾
- 霍華鴨
- 鐵拳俠
- 月光騎士
- 驚奇女士
- 新星
- 小辣椒·波茲

- 救援裝甲

- 北極星
- 力量人
- X教授
- 獵鷹[2]
- 靈蝶
- 制裁者
- 火箭浣熊
- 女浩克
- 銀色衝浪手
- 女蜘蛛人
- 松鼠女
- 星爵
- 英國傑克
- 戰爭機器

- 鋼鐵愛國者

- 黃蜂女
- 原子彈[2]

- 瑞克·瓊斯

- 貝塔·雷·比爾[2]

反派角色
- 惡煞
- 吸收人
- A.I.M.特務
- 奧德利奇·齊禮安
- 阿尼姆·索拉
- 甲蟲人
- 大塊頭
- 靶眼
- 血蜘蛛
- 蜥蜴人
- 毀滅者
- 末日博士
- 八爪博士
- 末日機器人
- V系列末日機器人
- 多瑪暮
- 電光人

- 電光人（終極）

- 幻影殺手
- 霜巨人
- 行星吞噬者
- 綠惡魔

- 綠惡魔（終極）

- 九頭蛇特務
- 紅坦克
- 皇霸
- 皇霸黨徒
- 獵人克拉文
- 強壯
- 勞菲
- 首領
- 洛基
- 萬磁王
- 萬磁王黨徒
- 魔雷基

- 魔雷基（電影）

- 滿大人

- 滿大人（電影）

- 控心大師
- 哨兵
- 魔多客
- 神秘法師
- 魔形女
- 夢魘
- 火人
- 紅浩克
- 紅骷髏
- 控訴者羅南
- 劍齒虎
- 沙人
- 沙人分身
- 震動人
- 銀武士
- 超級史克魯爾人
- 共生體科學家
- 共生體研究員
- 模仿大師
- 蛤蟆人
- 薩諾斯[2]
- 毒液
- 毒蛇
- 禿鷹
- 冬日戰士[2]
- 狂鞭
- 巫師

其他角色
- 梅·帕克
- 關·史黛西
- 損害控制公司職員
- H.E.R.B.I.E.
- J·喬納·詹姆森
- 自由女神像
- 瑪莉·珍·華生
- Roxxon守衛
- 神盾局特務
- 斯坦·李

## 掌机版本
《乐高漫威超级英雄》在公布伊始就宣布对应任天堂DS、任天堂3DS以及PlayStation Vita这三个现有的掌机平台，而后掌机版本被单独列出，更名为《乐高漫威超级英雄 宇宙危亡》。不过掌机版本相对家用主机和电脑版本在游戏内容上有一定的缩水。本作原计划在任天堂DS平台的版本延期至2014年2月28日推出。

## 游戏评价
《乐高漫威超级英雄》在媒体方面获得了颇为正面的评价。欧美著名媒体IGN基于本作的Xbox 360版本给出了9分（满分10分）的高分；并称本作是漫威改编游戏系列中，有史以来最棒的一作。

## 续作
2017年5月，华纳兄弟互动娱乐宣布将在2017年11月发售本作的续作《乐高漫威超级英雄2》（Lego Marvel Super Heroes 2）。游戏将登陆PlayStation 4、Xbox One、任天堂Switch以及Windows等平台。

## 外部連結
- （英文）官方网站 （页面存档备份，存于）